# 胡涇
胡涇（1426年—？），字源潔，江西南昌府豐城縣人，明朝政治人物。進士出身。

## 生平
江西鄉試第九十二名。天順四年（1460年）庚辰科會試第六十名，殿試登進士第三甲第五名。天順七年十二月（1464年）以理刑半年考稱，擢監察御史。官至副使。

## 家族
曾祖父胡宗仁。祖父胡軫，曾任山西按察司副使。父亲胡鍾。